# Arnold Newman

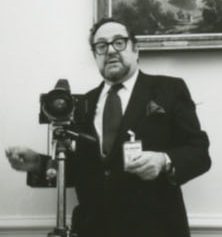
Arnold Newman

Arnold Newman (* 3. März 1918 in New York City; † 6. Juni 2006 ebenda) war einer der einflussreichsten Porträtfotografen in der zweiten Hälfte des 20. Jahrhunderts. Er war Mitglied der Photo League in New York. Die Photo League war eine Organisation von Fotografen in New York City, die sich der Dokumentation des Lebens in den Arbeitervierteln widmete. Sie wurde 1936 gegründet und bot ihren Mitgliedern Schulungen, Ausstellungsräume und eine Plattform für den Austausch über soziale und kreative Themen. Die Photo League spielte eine wichtige Rolle bei der Entwicklung der sozialdokumentarischen Fotografie in den USA.

## Leben
Newman wuchs in New York und Miami auf und interessierte sich bereits als Junge sehr für bildende Kunst. Aus finanziellen Gründen musste er sein Kunststudium in Miami abbrechen und fand einen Job in einem billigen Porträtstudio in Philadelphia. Trotz der stupiden Arbeit dort lernte er, wie wichtig die Zuwendung zum Kunden ist. 1938 begann er in der Freizeit Freunde zu fotografieren und dabei seinen eigenen Stil zu entwickeln. 1941 ging er mit einem Portfolio nach New York, wo er seine Arbeiten Beaumont Newhall, dem Kurator der fotografischen Abteilung am Museum of Modern Art, vorstellte. Dessen Frau Nancy empfahl ihn dem bekannten Fotografen Alfred Stieglitz. Auch dieser erkannte Newmans Talent und Begeisterung für Personen – besonders Künstler – und förderte ihn.
Bald konnte Newman seine Arbeiten in einer Galerie ausstellen und bekam Aufträge von führenden Zeitschriften. Seit 1945 arbeitete er als freiberuflicher Fotograf in New York. Anders als manche seiner Kollegen, wie etwa Henri Cartier-Bresson, kehrte er nie zu seinem ursprünglichen Plan zurück, Maler zu werden.

## Werk
Mit seinem individuellen Stil wurde Newman einer der wichtigsten und einflussreichsten Porträtfotografen des 20. Jahrhunderts. Als seine Kollegen die Vorteile der Kleinbildkamera – Beweglichkeit und Schnelligkeit – erkannten und nutzten, tat er das Gegenteil: er ließ sich gern von der Großformatkamera dazu zwingen, mit Ruhe und Überlegung an seine Aufgaben heranzugehen.
Newman sagte (sinngemäß), dass „wir Bilder nie mit der Kamera allein“ aufnehmen, sondern: „mit dem Herzen und dem Verstand. … Meine Arbeiten sind ein Ausdruck meiner selbst, der Art, wie ich fühle und denke. … Ich bin interessiert daran, was Individuen antreibt, was sie mit ihrem Leben anstellen. … Das Porträt ist eine Art von Biographie … Selbst wenn die Person unbekannt ist oder fast vergessen, sollte das Foto für den Betrachter interessant sein oder sogar aufregend.“
Mit dieser Haltung ging Newman auf die Porträtierten zu und lichtete nicht einfach nur die Person ab, sondern bezog Umfeld, Werk oder den geistigen Hintergrund des Porträtierten ein – und schien dieses manchmal in den Vordergrund zu stellen.
So meint man, Marc Chagall (1942) verschmelze mit den Gemälden in seinem Atelier, während der Vater von Anne Frank (1960) von dem Schatten an der Wand seines Zimmers fast erdrückt wird. Ebenso erscheint der Komponist Igor Strawinsky 1946 in seinem eigenen Porträt nur als Randfigur, während der aufgeklappte Flügel den Großteil des Bildes einnimmt und den Porträtierten mit seiner Schwärze an den Rand drängt; dabei wird ganz subtil in der kleinen Dreiecksform des aufgestützten Armes und der großen des Flügels die Analogie zwischen Person und Musik aufgezeigt: die Musik erscheint größer als der Komponist, der sich ihr unterordnet, aber eine formale Kongruenz bildet.
Newmans „Kunden“ wurden häufig auch seine Freunde. Berühmt wurden seine Porträts von Piet Mondrian, Man Ray, George Segal, Leonard Bernstein, Isaac Asimov, Allen Ginsberg, Norman Mailer, Robert Oppenheimer, Arno Penzias oder auch Alfried Krupp von Bohlen und Halbach.

## Ausstellungen
- 2012: Arnold Newman. Masterclass, Retrospektive, 3. März bis 20. Mai 2012 in Berlin[2]

## Auszeichnungen (Auswahl)
- 1999 Infinity Award
- 2004 Lucie Award